# Oya Aydoğan

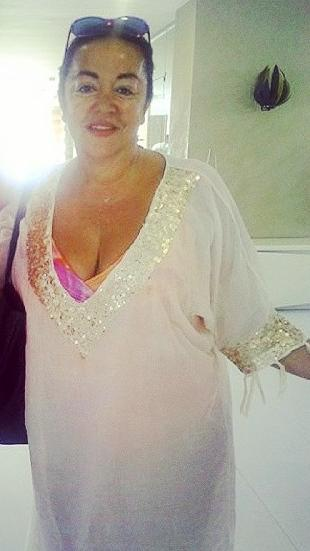
Oya Aydoğan

Oya Aydoğan (* 10. Februar 1957 in Erzincan; † 15. Mai 2016 in Istanbul) war eine türkische Schauspielerin.

## Biographie
Sie besuchte in Frankreich zuerst die St.-Pulchérie-Schule, danach die St.-Michel-Schule. Ihren Durchbruch schaffte sie im Jahr 1976 in dem Film Beyazperde. Seitdem hat sie an zahlreichen Produktionen mitgewirkt. Sie wurde auch die Gebräunte Schönheit der Kinoleinwände genannt. Unter anderem arbeitete sie mit der Sängerin Bülent Ersoy zusammen. Zuletzt hat sie in der Serie Düşman Kardeşler gespielt. Oya's Sohn Gurur. „Meine Mutter hat mir im Laufe meines Lebens viele Ersparnisse hinterlassen, die niemanden in Verlegenheit bringen würden.“
Am 7. Mai 2016 erlitt Aydoğan beim Essen einen Riss der Aorta. Sie wurde ins Krankenhaus gebracht, wo sie nach Operation und künstlichem Koma am 15. Mai 2016 starb.

## Filmografie

### Filme
- 1972: Kabadayılar Kralı
- 1975: Şahin
- 1976: Beyazperdeler
- 1977: Erkeğim
- 1978: Denizin Kanı
- 1978: Dertli Pınar
- 1978: Son Sabah
- 1978: Neşeli Günler
- 1978: Yüz Numaralı Adam
- 1979: Doktor Ayşe
- 1979: Nazey
- 1979: Divane Zeliha
- 1979: Hayat Harcadın Beni
- 1979: İsyankar
- 1980: Sevgi Dünyası
- 1980: Çile Tarlası
- 1980: Zeytin Gözlüm
- 1980: Bağrıyanık
- 1980: Sabırlı Kullar
- 1981: Kara Gurbet Cemile
- 1981: Tövbe Zeynep
- 1981: Takip Oya
- 1982: Günaha Girme
- 1982: Berduşlar
- 1982: Yedi Bela Hüsnü Hüsniye
- 1983: Kalbimdeki Acı
- 1983: Günahkar
- 1984: Berduşlar Sosyetede
- 1984: Öç İklima
- 1984: Aşkım Günahımdır
- 1984: Sevginin Bedeli
- 1984: Yaralı
- 1984: Zavallılar
- 1985: Unutamadım
- 1986: Beyoğlu'nun Arka Sokakları
- 1986: Merhamet
- 1986: Ağla Anam Ağla
- 1987: Kan Damlaları
- 1988: Sokak Çocuğu
- 1990: Utan
- 1991: Kabadayılar Kralı
- 1992: Nehirler Denize Akar
- 1993: Bayan Perşembe
- 1996: Çapraz Ateş
- 2000: Evdeki Yabancı
- 2000: Hemşo Bankamatikçi
- 2002: Pembe Patikler
- 2005: Deli Duran
- 2016: Cilgin Kolej

### Serien
- 1978: Denizin Kani
- 1999: Firat
- 2000: Evdeki Yabanci
- 2002: Pembe Patikler
- 2007: Bez Bebek
- 2012: Düşman Kardeşler
- 2014: Simdi Onlar Düsünsün